# Eauze
Eauze település Franciaországban, Gers megyében. Lakosainak száma 4060 fő (2022. január 1.). Eauze Parleboscq, Bascous, Bretagne-d’Armagnac, Castelnau-d'Auzan-Labarrère, Cazaubon, Cazeneuve, Courrensan, Lagraulet-du-Gers, Lannepax, Manciet, Noulens, Ramouzens és Réans községekkel határos.

## Népesség
A település népességének változása:
| Lakosok száma | 4010 | 4298 | 4137 | 3923 | 3877 | 3869 | 3918 | 3975 | 3998 | 4060 |
|               | 1968 | 1982 | 1990 | 2006 | 2013 | 2015 | 2017 | 2019 | 2020 | 2022 |